# Andebol 1 de 2018–19
O Campeonato Nacional Andebol 1 de 2018–19 foi a 66.ª edição do principal escalão do campeonato português de andebol masculino. A competição, organizada pela Federação de Andebol de Portugal, foi disputada por 14 clubes.
O FC Porto venceu o seu 21.º título nacional.

## Participantes
Benfica

 Sporting CP

 Belenenses

 Boa-Hora
| Equipa       | Cidade    | Pavilhão                                     | Capacidade |
| ------------ | --------- | -------------------------------------------- | ---------- |
| ABC Braga    | Braga     | Pavilhão Flávio Sá Leite                     | 2500       |
| Águas Santas | Maia      | Pavilhão de Águas Santas                     | 2000       |
| Arsenal CD   | Braga     | Pav. Mun. Maximinos Pavilhão Flávio Sá Leite | 500 2500   |
| Avanca       | Estarreja | Pavilhão Com. Adelino da Costa               | 400        |
| Belenenses   | Lisboa    | Pavilhão Acácio Rosa                         | 1500       |
| Benfica      | Lisboa    | Pavilhão da Luz Nº 2                         | 1544       |
| Boa-Hora     | Lisboa    | Pavilhão Fernando Tavares                    | 400        |
| Fafe         | Fafe      | Pavilhão Multiusos de Fafe                   | 1646       |
| Fermentões   | Guimarães | Pavilhão Casa do Povo de Fermentões          | 410        |
| SC Horta     | Horta     | Pavilhão Desportivo da Horta                 | 890        |
| Madeira SAD  | Funchal   | Pavilhão Desportivo do Funchal               | 1000       |
| Maia/ISMAI   | Maia      | Pavilhão Municipal da Maia                   |            |
| Porto        | Porto     | Dragão Caixa                                 | 2179       |
| Sporting CP  | Lisboa    | Pavilhão João Rocha                          | 3001       |

| Pos. | Despromovidos em 2017–18 |
| ---- | ------------------------ |
| 13º  | São Bernardo             |
| 14º  | Xico Andebol             |

| Pos. | Promovidos em 2017–18 |
| ---- | --------------------- |
| 1º   | SC Horta              |
| 2º   | Fermentões            |

## Fase Regular

### Resultados
| Casa / Fora[1] | 0ABC0 | 0AGU0 | 0ARS0 | 0AVA0 | 0BEL0 | 0BEN0 | 0BOA0 | 0FAF0 | 0FER0 | 0HOR0 | 0MAD0 | 0MAI0 | 0POR0 | 0SPO0 |
| ABC Braga      |       | 26–25 | 31–20 | 26–23 | 26–26 | 25–30 | 33–22 | 27–28 | 27–26 | 41–18 | 23–19 | 27–27 | 24–25 | 21–32 |
| Águas Santas   | 27–21 |       | 37–18 | 26–22 | 28–25 | 28–33 | 34–23 | 42–33 | 36–23 | 34–24 | 28–21 | 33–34 | 29–33 | 27–32 |
| Arsenal        | 23–34 | 0–15  |       | 0–15  | 22–39 | 16–38 | 22–27 | 20–35 | 0–15  | 0–15  | 21–39 | 0–15  | 0–15  | 19–33 |
| Avanca         | 19–29 | 21–28 | 36–19 |       | 26–33 | 22–36 | 27–19 | 32–24 | 25–21 | 36–32 | 20–25 | 22–19 | 22–36 | 24–30 |
| Belenenses     | 23–21 | 26–28 | 15–0  | 29–35 |       | 24–24 | 37–30 | 36–22 | 27–16 | 31–21 | 27–33 | 28–22 | 23–32 | 30–31 |
| Benfica        | 32–26 | 34–24 | 15–0  | 38–22 | 33–30 |       | 33–17 | 26–21 | 35–21 | 32–14 | 33–25 | 25–20 | 25–27 | 26–25 |
| Boa-Hora       | 26–32 | 25–25 | 15–0  | 19–18 | 24–15 | 23–26 |       | 33–31 | 33–27 | 34–23 | 23–29 | 27–28 | 20–32 | 24–38 |
| Fafe           | 23–26 | 23–29 | 30–20 | 25–30 | 23–27 | 22–40 | 17–24 |       | 24–18 | 21–22 | 22–23 | 19–25 | 21–30 | 22–30 |
| Fermentões     | 12–32 | 20–32 | 28–22 | 23–26 | 26–36 | 22–35 | 26–26 | 20–19 |       | 29–24 | 21–29 | 23–26 | 17–41 | 22–36 |
| SC Horta       | 25–31 | 14–33 | 36–33 | 26–24 | 21–29 | 17–29 | 27–32 | 22–21 | 23–18 |       | 19–27 | 28–27 | 17–34 | 23–35 |
| Madeira SAD    | 20–24 | 29–28 | 15–0  | 27–24 | 30–25 | 25–31 | 29–27 | 30–25 | 30–16 | 28–17 |       | 24–21 | 20–31 | 19–31 |
| Maia/ISMAI     | 25–22 | 24–31 | 29–23 | 26–29 | 23–27 | 29–30 | 26–28 | 26–25 | 22–21 | 30–25 | 20–24 |       | 27–34 | 26–25 |
| Porto          | 36–22 | 39–25 | 53–26 | 39–18 | 34–22 | 28–24 | 42–15 | 40–18 | 44–17 | 36–20 | 27–19 | 31–19 |       | 28–31 |
| Sporting CP    | 30–23 | 29–27 | 15–0  | 38–27 | 33–27 | 24–23 | 26–19 | 35–20 | 40–24 | 30–25 | 34–29 | 26–24 | 26–23 |       |

Última atualização em 29 de julho de 2018.
Fonte: Carece de fontes
1O time da casa (mandante) está listado na coluna da esquerda.
Cores:      Azul = time da casa vence;      Amarelo = empate;      Vermelho = time visitante vence.

### Líderes por jornada
| Jornadas | Jornadas | Jornadas | Jornadas | Jornadas | Jornadas | Jornadas | Jornadas | Jornadas | Jornadas | Jornadas | Jornadas | Jornadas | Jornadas | Jornadas | Jornadas | Jornadas | Jornadas | Jornadas | Jornadas | Jornadas | Jornadas | Jornadas | Jornadas | Jornadas | Jornadas |
| -------- | -------- | -------- | -------- | -------- | -------- | -------- | -------- | -------- | -------- | -------- | -------- | -------- | -------- | -------- | -------- | -------- | -------- | -------- | -------- | -------- | -------- | -------- | -------- | -------- | -------- |
| 01       | 02       | 03       | 04       | 05       | 06       | 07       | 08       | 09       | 10       | 11       | 12       | 13       | 14       | 15       | 16       | 17       | 18       | 19       | 20       | 21       | 22       | 23       | 24       | 25       | 26       |
| BEL      | POR      | POR      | POR      | SCP      | SCP      | SCP      | SCP      | SCP      | SCP      | SCP      | SCP      | SCP      | SCP      | SCP      | SCP      | SCP      | SCP      | SCP      | SCP      | SCP      | SCP      | SCP      | SCP      | SCP      | SCP      |

## Fase Final

### Grupo A

#### Tabela Classificativa
1O Sporting CP classificou-se para a segunda pré-eliminatória da Taça EHF de 2019–20 como o segundo colocado do Andebol 1 de 2018–19, mas a candidatura do clube a um lugar na Liga dos Campeões foi aceite. Como resultado, o Sporting CP entrará na fase de grupos da Liga dos Campeões e a vaga da segunda pré-eliminatória será atribuída ao terceiro colocado da liga, o SL Benfica.

2 O Águas Santas qualificou-se para a Taça Challenge de 2019–20 segundo o ranking da EHF. Porém, após recusar a qualificação, o seu berço foi entregue ao Madeira SAD após o Belenenses recusar o lugar na competição europeia.

#### Líderes por jornada
| Jornadas | Jornadas | Jornadas | Jornadas | Jornadas | Jornadas | Jornadas | Jornadas | Jornadas | Jornadas |
| -------- | -------- | -------- | -------- | -------- | -------- | -------- | -------- | -------- | -------- |
| 01       | 02       | 03       | 04       | 05       | 06       | 07       | 08       | 09       | 10       |
| POR      | SCP      | POR      | POR      | POR      | POR      | POR      | POR      | POR      | POR      |